# Енсенада (округ)
Округ Енсена́да (ісп. Ensenada) — адміністративно-територіальна одиниця 2-ого рівня у провінції Буенос-Айрес в центральній Аргентині. Адміністративний центр округу — Енсенада (ісп. Ensenada).
Населення округу становить 56729 осіб (2010). Площа — 101 кв. км.

## Історія
Округ заснований у 1821 році.

## Населення
У 2010 році населення становило 56729 осіб. З них чоловіків — 27790, жінок — 28939.

## Політика
Округ належить до 3-ого виборчого сектору провінції Буенос-Айрес.